# Jan Hoffmann
Jan Hoffmann (n. 26 octombrie 1955, Dresda, RDG) este un patinator artistic ce a reprezentat Republica Democrată Germană, medaliat olimpic. A participat la 4 ediții ale Jocurilor Olimpice (1968, 1972, 1976, 1980) în care a câștigat o medalie de argint.